# Spor i lyngen
|  | Denne artikel er oprettet af botten Steenthbot ud fra en ekstern database. Den kan derfor have sproglige fejl eller mangler. Denne skabelon kan fjernes efter kontrol af indholdet. |

Spor i lyngen er en dansk dokumentarfilm fra 1962 instrueret af Knud Leif Thomsen efter eget manuskript.

## Handling
Historisk blik på hedens tidlige historie. En film, der søger at fastholde hedebondens miljø og fortælle hedens historie.